# ثيودوروس زاغوراكيس
ثيودوروس «ثيو» زاغوراكيس (باليونانية: Θεόδωρος Ζαγοράκης)‏؛ مواليد 27 أكتوبر 1971) سياسي ولاعب يوناني سابق، وقائد
منتخب اليونان لكرة القدم الذي حقق كأس بطولة أمم أوروبا 2004 في البرتغال وأفضل لاعب في البطولة، كما ترأس نادي باوك كرة القدم اليوناني عام 2007  ، انتخب ليكون عضواً في البرلمان الأوروبي في انتخابات البرلمان الأوروبي في مايو 2014.

## كافالا
بدأ زاغوراكيس مسيرته الرياضية كلاعب خط وسط دفاعي عام 1988 في نادي كافالا في دوري الدرجة الثالثة اليوناني، وكان جزءا هاما في مساعدة الفريق للوصول إلى دوري الدرجة الثانية اليوناني، حيث سجل ستة أهداف ولعب 114 مباراة مع نادي قبل انتقاله عام 1993 إلى نادي باوك.

## باوك
قضى زاغوراكيس في نادي بارك ست مواسم 1993-1998 هي الأطول في مسيرته الرياضية لعب فيها 155 مباراة وسجل 10 هدف خلال تلك الفترة، وقيادته الفريق في آخر موسمين شاركه فيها قبل اتخاذ قراره في ديسمبر 1997 أنتقاله إلى انكلترا، واللعب بشكل رسمي لنادي ليستر سيتي.

## ليستر ستي
فترة ثيو زاغوراكيس في نادي ليستر ستي لم تدم طويلا، قضى فيها سنتين تحت إشراف الجهاز الفني بقيادة مارتن أونيل ولعب نهائيين متتاليتين في كأس رابطة الأندية الإنجليزية المحترفة في استاد ويمبلي ، وخسر النهائي الأول أمام نادي توتنهام وحقق الانتصار في النهائي الثاني ضد نادي ترانمير روفرز .
لعب فيها مع النادي الإنجليزي 50 مباراة سجل فيها 3 أهداف، في النهاية تجربة زاغوراكيس مع نادي ليستر ستي لم تكن سعيدة على حد تعبيره حيث أصيب بخيبة أمل نتيجة عزوف مدرب الفريق عن اختياره بانتظام ضمن تشكيلة الفريق، وقرر العودة إلى اليونان عام 2000، والانضمام إلى نادي أيك أثينا .

## أيك أثينا
بعد انتقاله إلى أيك أثينا، لعب بجوار لاعبين أمثال ميكاليس كابسيس ، فاسيليس لاكيس ، ديميس نيكولايديس وفاسيليوس تسارتاس حقق فيها مع النادي كأس اليونان عام 2002 ضد منافسه نادي أولمبياكوس.
| الموسم | تاريخ      | النادي               | إلانتقال إلى | قيمة الأنتقال    | رسوم نقل         |
| ------ | ---------- | -------------------- | ------------ | ---------------- | ---------------- |
| 07/08  | 01.07.2007 | باوك                 | اعتزال       |                  |                  |
| 06/05  | 01.07.2005 | بولونيا              | باوك         | 2.50 مليون باوند | انتقال حر        |
| 04/05  | 01.07.2004 | أيك أثينا            | بولونيا      |                  | انتقال حر        |
| 00/01  | 01.07.2000 | ليستر سيتي           | أيك أثينا    |                  | انتقال حر        |
| 97/98  | 01.07.1997 | باوك                 | ليستر سيتي   |                  | 1,20 مليون باوند |
| 92/93  | 01.07.1993 | كافالا               | باوك         |                  | انتقال حر        |
| 88/89  | 01.07.1988 | كافالا تحت عشرين سنة | كافالا       |                  |                  |

## الانجازات
ليستر سيتي
- كأس الدوري:  1999-2000

أيك أثينا
- كأس اليونان:  2001–02

 منتخب اليونان 
- بطولة أمم أوروبا:  2004]

فردية''
- بطولة أمم أوروبا 2004: أفضل لاعب في البطولة
- بطولة أمم أوروبا 2004:  أفضل فريق في البطولة
- نهائي كأس الأمم الأوروبية 2004: رجل المباراة
- لاعب العام اليوناني: 2004
- باوك أفضل لاعب في الموسم: 1996-1997

## روابط خارجية
- ثيودوروس زاغوراكيس على موقع الاتحاد الدولي (مؤرشف)  (الإنجليزية)
- ثيودوروس زاغوراكيس على موقع الاتحاد الأوربي (الإنجليزية)
- ثيودوروس زاغوراكيس على موقع قاعدة بيانات كرة القدم.إي يو (الإنجليزية)
- ثيودوروس زاغوراكيس على موقع ليكيب (الفرنسية)
- ثيودوروس زاغوراكيس على موقع ناشيونال فوتبول تيمز (الإنجليزية)
- ثيودوروس زاغوراكيس على موقع عالم كرة القدم.نت (الإنجليزية)